# Medasina vinacea
Medasina vinacea är en fjärilsart som beskrevs av Louis Beethoven Prout 1926. Medasina vinacea ingår i släktet Medasina och familjen mätare. Inga underarter finns listade i Catalogue of Life.